# Delaware State Route 71
Die Delaware State Route 71 (kurz DE 71) ist eine in Nord-Süd-Richtung verlaufende State Route im US-Bundesstaat Delaware.

## Verlauf
Nach der Abzweigung der DE 71 vom U.S. Highway 13 südlich von Townsend verläuft sie in nördlicher Richtung und passiert im Zentrum von Middletown die St. Anne’s Episcopal Church, bevor die Straße in der Main Street die State Route 299 kreuzt. Im Norden der Stadt trifft sie auf den U.S. Highway 301, die ab diesem Punkt eine gemeinsame Trasse parallel zur Norfolk Southern Railway nutzen. Südöstlich des Summit Airports treffen sie auf die State Route 896, die die gemeinsame Trasse auch für einige Kilometer nutzt. Kurz nach der Kreuzung verlassen sie die Strecke der Norfolk Southern Railroad und nördlich des Flughafens zweigt die State Route 15 in südlicher Richtung ab.
Etwa zwei Kilometer nördlich der Summit Bridge über den Chesapeake and Delaware Canal verlässt die DE 71 die Trasse des US 301 und der DE 896 in östlicher Richtung und umrundet im Anschluss im südlich den Lums Pond State Park, bevor die Straße in Kirkwood erneut die Trasse der Norfolk Southern überquert. In der Wrangle Hill Road kreuzt sie die State Route 72 und im Süden von Bear trifft die DE 71 auf die Delaware State Route 7, bevor sie in Tybouts Corner am US 13 und der Delaware State Route 1 nach 35 Kilometern endet.